# Joseline Montoya
Joseline Montoya Rodríguez (* 3. Juli 2000 in Guadalajara, Jalisco), üblicherweise als Joseline Montoya bezeichnet und ebenso unter ihrem Kosenamen Jos bekannt, ist eine mexikanische Fußballspielerin auf der Position einer Stürmerin.

## Leben
Montoya begann ihre Laufbahn 2018 bei Chivas Femenil, kam wegen eines kurz vor Beginn der Saison 2018/19 erlittenen Kreuzbandrisses im rechten Knie aber erstmals am 15. Juli 2019 in einem Auswärtsspiel beim heutigen Rekordmeister Tigres Femenil zum Einsatz, das 1:2 verloren wurde. Ihr erstes Tor in der Liga MX Femenil erzielte Montoya am 26. Juli 2019 beim 3:0-Sieg bei Necaxa Femenil. Sie war eine von nur 3 Spielerinnen von Chivas Femenil (neben Miriam Castillo und Nicole Pérez), die in allen 19 Punktspielen der Apertura 2019 mitgewirkt hat.
Am 26. April 2021 trug sie mit 3 Toren maßgeblich zum 5:0-Heimsieg gegen den CF Monterrey Femenil bei, was bisher die höchste Niederlage in der Vereinsgeschichte des zweifachen Meisters aus Monterrey war.
Zur Saison 2023/24 wechselte Montoya zu den Tigres Femenil, gegen die sie 4 Jahre zuvor ihr erstes Spiel in der höchsten mexikanischen Spielklasse bestritten hatte. Auf diese Weise bot sich Montoya die Gelegenheit, in zwei aufeinanderfolgenden Spielzeiten um den Campeón de Campeones Femenil zu spielen, den sie 2023 mit den Tigres ebenso gewann wie im Vorjahr mit Chivas.

## Erfolge
- Mexikanischer Meister: Clausura 2022
- Campeón de Campeones Femenil: 2022, 2023